# Ardeşen

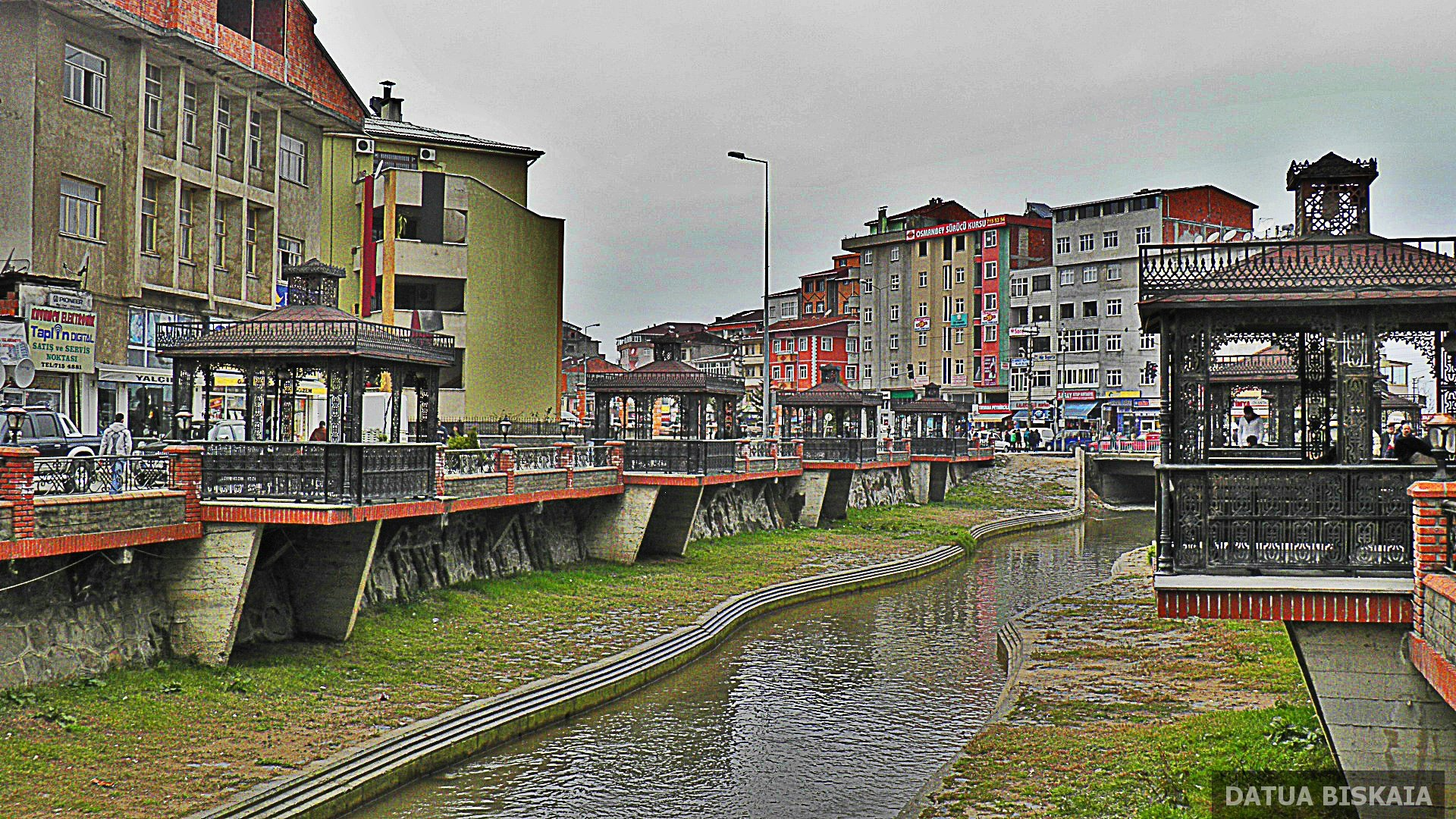
Ardeşen city centre

Ardeşen là một huyện thuộc tỉnh Rize, Thổ Nhĩ Kỳ. Huyện có diện tích 629 km² và dân số thời điểm năm 2007 là 38524 người, mật độ 61 người/km².